# Тайронн Ебуехі
Тайронн Ебуехі (нід. Tyronne Ebuehi, нар. 16 грудня 1995, Гарлем) — нідерландський футболіст, захисник італійського «Емполі» та національної збірної Нігерії.

## Клубна кар'єра
Народився 16 грудня 1995 року в місті Гарлем в родині нігерійця і нідерландки. Вихованець ряду нідерландських футбольних шкіл, останньою з яких була академія клубу «АДО Ден Гаг». Влітку 2014 року підписав свій перший професійний контракт з гаазьким клубом. Дебютував у Ередивізі 10 серпня того ж року в матчі проти «Феєнорда».
19 травня 2018 року підписав п'ятирічний контракт з лісабонською «Бенфікою». За головну команду португальського клубу не заграв, натомість виступав за його другу команду, а за рік був орендований нідерландським «Твенте».
Сезон 2021/22 також на умовах оренди відіграв в Італії за «Венецію», а влітку 2022 року уклав повноцінний трирічний контракт з іншим італійським клубом, «Емполі».

## Виступи за збірну
У листопаді 2016 року Ебуехі був вперше викликаний в національну збірну Нігерії на відбірковий матч Чемпіонату світу 2018 проти збірної Алжиру. У березні 2017 року призивався на товариські матчі проти Сенегалу і Буркіна-Фасо.
1 червня того ж року відбувся дебют у товариській грі проти Того, а у травні наступного року був включений у розширену заявку збірної на чемпіонат світу 2018 року в Росії.
| Дата       | Місто            | Господарі    | Результат | Гості    | Турнір                                   | Голи | Примітки |
| ---------- | ---------------- | ------------ | --------- | -------- | ---------------------------------------- | ---- | -------- |
| 1-6-2017   | Сен-Ле-ла-Форе   | Нігерія      | 3 – 0     | Того     | товариський матч                         | -    | 46'      |
| 14-11-2017 | Краснодар        | Аргентина    | 2 – 4     | Нігерія  | товариський матч                         | -    | 46'      |
| 23-3-2018  | Вроцлав          | Польща       | 0 – 1     | Нігерія  | товариський матч                         | -    | 78'      |
| 27-3-2018  | Лондон           | Нігерія      | 0 – 2     | Сербія   | товариський матч                         | -    |          |
| 28-5-2018  | Порт-Гаркорт     | Нігерія      | 1 – 1     | ДР Конго | товариський матч                         | -    | 76'      |
| 2-6-2018   | Лондон           | Англія       | 2 – 1     | Нігерія  | товариський матч                         | -    | 46'      |
| 6-6-2018   | Швехат           | Нігерія      | 0 – 1     | Чехія    | товариський матч                         | -    | 46'      |
| 22-6-2018  | Волгоград        | Нігерія      | 2 – 0     | Ісландія | ЧС 2018 - груповий етап                  | -    | 46'      |
| 9-10-2020  | Клагенфурт       | Нігерія      | 0 – 1     | Алжир    | товариський матч                         | -    | 67'      |
| 30-3-2021  | Абеокута (місто) | Нігерія      | 3 – 0     | Лесото   | Відбір до Кубка африканських націй 2021  | -    |          |
| 19-1-2022  | Гаруа            | Гвінея-Бісау | 0 – 2     | Нігерія  | Кубок африканських націй 2021 - 1-й етап | -    | 76'      |
| Усього     |                  | Матчів       | 11        |          | Голів                                    | 0    |          |

## Титули і досягнення
- Чемпіон Португалії (1):

«Бенфіка»: 2018–19
- Володар Суперкубка Португалії (1):

«Бенфіка»: 2019